# Sabine Bischoff
Sabine Bischoff, född 21 maj 1958 i Tauberbischofsheim, Baden-Württemberg, död 6 mars 2013 i Weikersheim, Baden-Württemberg, var en tysk fäktare som tog OS-guld i damernas lagtävling i florett i samband med de olympiska fäktningstävlingarna 1984 i Los Angeles.